# CXAM
CXAM – amerykański radar okrętowy o mocy nadajnika 15 kW i częstotliwości 200 MHz, działający w paśmie P o długości fali 1,5 metra. CXAM zdolny był do wykrycia i śledzenia dużych samolotów w odległości 70 mil morskich na wysokości 3000 metrów, mniejszych zaś z odległości 50 Mm. Natomiast cele nawodne wykrywał z odległości 12 Mm.
Opracowany na podstawie eksperymentalnego radaru XAF, CXAM miał znaczne rozmiary anteny 5,1 metra na 5,4 metra. Waga całego systemu sięgająca 5000 funtów (2267 kg) i 1200 funtów (544 kg) samej anteny, powodowała, że mógł być instalowany jedynie na dużych jednostkach. Dostawy wyprodukowanego przez RCA radaru rozpoczęły się w 1940 roku, kiedy zainstalowano go na pancerniku USS „California” (BB-44), następnie na lotniskowcu USS „Yorktown” (CV-5) oraz krążownikach USS „Pensacola” (CA-24), „Northampton” (CA-26), „Chester” (CA-27) i „Chicago” (CA-29). Rok później, USS „Enterprise” (CV-6) otrzymał radar w ulepszonej wersji CXAM-1. Wkrótce jednak zaczął być zastępowany mniejszymi radarami SK. Ostatni z pozostających w służbie radarów CXAM został zniszczony w 1943 roku, razem z zatopionym podczas bitwy pod Rennell w trakcie walk o Guadalcanal krążownikiem USS „Chicago” (CA-29).